# Apocalypse Nerd
Apocalypse Nerd és un còmic serialitzat en sis números creat per Peter Bagge i publicat per Dark Horse Comics.
La minisèrie de sis números es va publicar entre el 2005 i el 2007. La versió de novel·la gràfica recopilada es va publicar el 2008.

## Història
La història gira al voltant de dos homes, Perry i Gordo, que intenten sobreviure a les zones salvatges del nord-oest del Pacífic després que Seattle fóra destruïda en un atac nuclear deCorea del Nord. Perry és un programador d'ordinadors una mica introvertit, mentre que el seu amic Gordo treballa en diversos camps "autònoms" i també és traficant de drogues. La història és un estudi de personatges masculins a mesura que els dos evolucionen i s'adapten als canvis del món postapocalíptic. Gordo es torna més amoral mentre Perry aprén habilitats de supervivència. Tots dos tenen trets de personalitat únics que els ajuden a adaptar-se.
Al final de cada capítol principal segueix una història dels pares fundadors nord-americans. Són una mica humorístics i es basen en fets reals.

## Adaptació televisiva
Fantagraphics, que publica gran part del treball de Bagge, va informar a principis del 2010 que Apocalypse Nerd anava a ser adaptat com a sèrie de sis capitols per a televisió per Nois Productions (Alex Carvalho/Tupaq Felber) i el pilot estava en la cartera de la BBC. Primer va ser rebatejat com a Fallout (Nois va llançar una versió de curtmetratge de 25 minuts amb aquest títol l'1 de febrer de 2013) i després Wasted. A finals de 2015, el treball encara no s'havia estrenat.